# IG Kultur Luzern
Die IG Kultur Luzern ist die kulturpolitische Interessenvertretung und Dachorganisation der Kultur in Luzern und der Zentralschweiz. Sie ist zudem Herausgeberin des unabhängigen Kulturmagazins null41 Kulturmagazin und von null41.ch.

## Geschichte
Die IG Kultur Luzern wurde 1977 in Luzern gegründet. Als Verein organisiert, umfasst die Interessenorganisation heute (Stand 2023) über 270 Mitglieder. Diese sind grossmehrheitlich Kulturinstitutionen oder Kulturbetriebe.
Die Gründungsversammlung der Interessengemeinschaft Kultur Luzern fand am 5. Mai 1977 im Casino Luzern statt. Rund zwanzig Institutionen nahmen daran teil. Erster Präsident wurde für die Amtsdauer von einem Jahr der Kunsthistoriker und Leiter des Bildarchivs der Zentral- und Hochschulbibliothek Luzern, Michael Riedler.
Die IG Kultur Luzern ist seit Beginn ein politisch und konfessionell neutraler Verein. Ein Hauptanliegen etlicher Gründungsmitglieder war es, die kulturell tätigen Minoritäten in ihren Interessen zu unterstützen und zu vertreten. Dieses Anliegen wurde auch als letzter Punkt im Paragrafen festgehalten:
«Die Vereinigung bezweckt, kulturelle Organisationen und Institutionen einander näher zu bringen, Bedürfnisse, Ziele und Veranstaltungen zu diskutieren und zu koordinieren sowie Minoritäten in ihren Interessen zu unterstützen.»
Die IG Kultur Luzern übernahm 1980 einen gewichtigen Anteil an der Arbeit zur Erstellung eines kulturellen Leitbildes für die Stadt Luzern. In den Anfangsjahren bildete sich aus der Interessengemeinschaft das Kultur-Forum heraus, das fortan als kultureller Dienstleistungsbetrieb tätig wurde.
Schwerpunkte der Dienstleistungen sind Förderung und Koordination des regen Austausches zwischen den Kulturschaffenden einerseits, ihrem Publikum andererseits sowie die Schaffung vermehrter Transparenz gegenüber der Öffentlichkeit und den Behördenstellen. Zu Letzteren sollen vermehrt Kontakte geschaffen werden; das Kultur-Forum kann als Anlaufstelle, als Brücke zwischen Stadt, Agglomerationsgemeinden, Kanton und den Kulturschaffenden funktionieren. Die Dienstleistungen des Kultur-Forums waren in der Regel kostenlos. Das Kultur-Forum wurde vorerst von zwei Personen betreut. Die 100 % Arbeitszeit wurde in zwei Stellen aufgeteilt.
Die IG Kultur Luzern nimmt heute Stellung zu kulturpolitischen Anliegen, vertritt die Interessen ihrer Mitglieder und der Kultur und vermittelt zwischen Kulturschaffenden, Politik, Verwaltung, Wirtschaft und der Öffentlichkeit. Dabei stärkt sie das Bewusstsein für kulturelle Anliegen, leistet Lobbyarbeit im kulturpolitischen Umfeld und verstärkt die einzelnen Stimmen ihrer Mitglieder zu einer gemeinsamen Stimme. Dabei vermittelt und vernetzt sie die kulturelle Vielfalt in Luzern und in der Zentralschweiz.

## Organisation
Die Delegiertenversammlung ist oberstes Organ der IG Kultur Luzern. Sie findet ordentlicherweise einmal pro Jahr statt. Dabei ist der Vorstand, der sich aus Personen aus Kunst, Literatur und Musik zusammensetzt, das strategische Organ.

### Einsitze und Gremien
Die IG Kultur Luzern ist Mitstifterin der Stiftung Haus am See. Zudem nimmt die Organisation Einsitz in unterschiedlichen Gremien auf Stadt- und Kantonsebene.

## «null41 Kulturmagazin»
Die IG Kultur Luzern ist die Herausgeberin des unabhängigen Kulturmagazins null41 Kulturmagazin und von null41.ch. Der null41 Verlag ist Verlegerin von Publikationen und unterhält den Zentralschweizer Veranstaltungs- und Kulturkalender gangus.ch.
null41 Kulturmagazin ist eine Zeitschrift für Kultur und Gesellschaft in der Zentralschweiz und darüber hinaus. Es bietet eine Plattform für Resonanz, Reflexion und Diskurs des Kunst- und Kulturschaffens und begleitet gesellschaftliche Themen kritisch. Das Magazin erscheint 10-mal im Jahr und hat eine Auflage von 3500 Exemplaren. Dabei umfasst das Heft zwischen 60 und 80 Seiten. Es entstand aus dem Kulturkalender heraus. So erschien 2000 das Heft erst noch unter dem Namen Kulturmagazin. Dabei stellte der Kulturkalender in der Mitte des Hefts, zum Herausnehmen, das Herzstück dar. Der null41 Verlag ist Mitglied des Verbands Medien mit Zukunft.